# Прапор Городищенського району
Пра́пор Городи́щенського райо́ну — офіційний символ Городищенського району Черкаської області, затверджений 28 листопада 2003 року рішенням № 10-5 сесії Городищенської районної ради.

## Опис
Прапор являє собою прямокутне жовте полотнище зі співвідношенням сторін 2:3, по центру перетяте синьою вертикальною смугою (шириною 1/5 ширини полотнища). Біля древка зображено три схрещені червоні стріли, з яких дві покладені навхрест вістрям догори, а третя — вертикально вістрям вниз, просунуті крізь червоний перевернутий лук, покладений горизонтально, тятивою догори. З вільного краю знаходиться червона ліра. Розмір обох фігур складає ⅓ ширини полотнища.

## Символіка
На прапорі району використовується основний елемент герба його адміністративного центру — ліра, оскільки це емблема мистецтва та творчих людей, якими багатий цей край: тут народилися Петро та Семен Гулаки-Артемовські, навчалися і працювали Тарас Шевченко та Іван Ле, працював Левко Симиренко. Червоний колір символізує все прекрасне, пов'язане з творчістю.
Атрибути козацького воєнного спорядження також зображені в гербі району. Перекинутий лук, крізь який просунуті три стріли символізують три козацькі сотні на території району — Вільшанську, Мліївську, що входили до складу Корсунського полку та Городищенську, що була в складі Черкаського. Напрямок вістря стріл вказує на цю відмінність. Зображення лука тятивою догори означає, що зброя є символом оборони, а не нападу. Фігура має червоний колір, що символізує мужність та героїзм захисників свого краю.
Оскільки головним заняттям жителів цієї землі упродовж віків було землеробство, тому полотнище прапора — золоте. Синя смуга позначає річку Вільшанку та численні озера.